# Eismannsberg (Altdorf bei Nürnberg)
Eismannsberg ist ein Gemeindeteil der Stadt Altdorf bei Nürnberg und eine Gemarkung im Landkreis Nürnberger Land (Mittelfranken, Bayern). Die Gemarkung Eismannsberg hat eine Fläche von 6,177 km². Sie ist in 1362 Flurstücke aufgeteilt, die eine durchschnittliche Flurstücksfläche von 4535,14 m² haben. In ihr liegt neben dem namensgebenden Ort der Gemeindeteil Wappeltshofen.

## Geografie

### Geografische Lage
Das Pfarrdorf Eismannsberg liegt südlich der A 6 (Nürnberg–Prag), nördlich des Traunfelder Bachs, südöstlich von Oberrieden und südwestlich von Wappeltshofen an der Kreisstraße LAU 23. Der Ort liegt nördlich des Stadtzentrums von Altdorf. Die nächsten Autobahnanschlussstellen der A 6 sind Altdorf/Leinburg und Alfeld.

### Topografie
Der Ort ist auf einer Juraanhöhe oberhalb des Tals des Traunfelder Baches gelegen. Eismannsberg befindet sich auf der Hochfläche der Frankenalb auf einer Höhe von 522 m ü. NHN. Der Landschaftsraum weist eine bewegte Topografie auf. Die hügelige Juralandschaft ist durch eine markante Terrassenkante im Südosten charakterisiert. Die bewaldete Hangzone schließt sich an das Fließgewässer an. Das Bachtal hat sich tief in die umgebenden Juraschichten eingeschnitten und bildet eine ausgeprägte landschaftliche Zäsur.

### Naturräumliche Zuordnung
Naturräumlich gehört Eismannsberg zum nördlichen Teil der Mittleren Frankenalb (Meynen/Schmithüsen et al.). Nach der naturräumlichen Gliederung Deutschlands (Axel Ssymank) liegt sie in der Naturraum-Haupteinheit Fränkische Alb.

### Geologie
Der Landschaftsraum von Eismannsberg befindet sich im Süden der Hersbrucker Alb. Geologisch gehört die Hersbrucker Alb zum Frankenjura und ist Bestandteil des Südwestdeutschen Schichtstufenlandes. In der charakteristischen Juralandschaft von Eismannsberg dominieren Weißjura-Schichten (Malm). Auf der Anhöhe lagerte sich zudem Alblehm im Quartär über der Malmschicht ab. Der Rückstandslehm enthält Kieselrelikte, Bohnerz und andere äolische Komponenten.

### Boden
Auf den Weißjuraschichten und quartären Alblehmstandorten hat sich der Bodentyp Braunerde entwickelt. An der Hangoberkante sind Rendzina-Böden vorherrschend. Am Hangfuß im Übergangsbereich zur Talaue dominieren die Bodentypen Regosol und Braunerde-Regosol. In der Aue des Traunfelder Baches kommen grundwasserbeeinflusste Böden wie Gleye aus den Bodenarten Schluff bis Lehm als Talsediment vor.

### Klima
Eismannsberg liegt in der kühl-gemäßigten Klimazone und weist ein humides Klima auf. Der Landschaftsraum des Dorfes befindet sich im Übergangsbereich zwischen dem feuchten atlantischen und dem trockenen Kontinentalklima. Nach der Klimaklassifikation von Köppen/Geiger zählt Eismannsberg zum gemäßigten Ozeanklima (Cfb-Klima). Dabei bleibt die mittlere Lufttemperatur des wärmsten Monats unter 22 °C und die des kältesten Monats über −3 °C.

### Schutzgebiet
Der Landschaftsraum von Eismannsberg, insbesondere die bewaldeten Hangbereiche wurden aufgrund der landschaftlichen Schönheit, des besonderen Erholungswerts und des leistungsfähigen Naturhaushalts als Bestandteil des Landschaftsschutzgebietes Südlicher Jura mit Moritzberg und Umgebung (LSG-00544.01) unter Schutz gestellt. Das großräumige 16.637 Hektar große Schutzgebiet umfasst die Juralandschaften südlich der Pegnitz um den Moritzberg bis Pommelsbrunn.

### Straßen

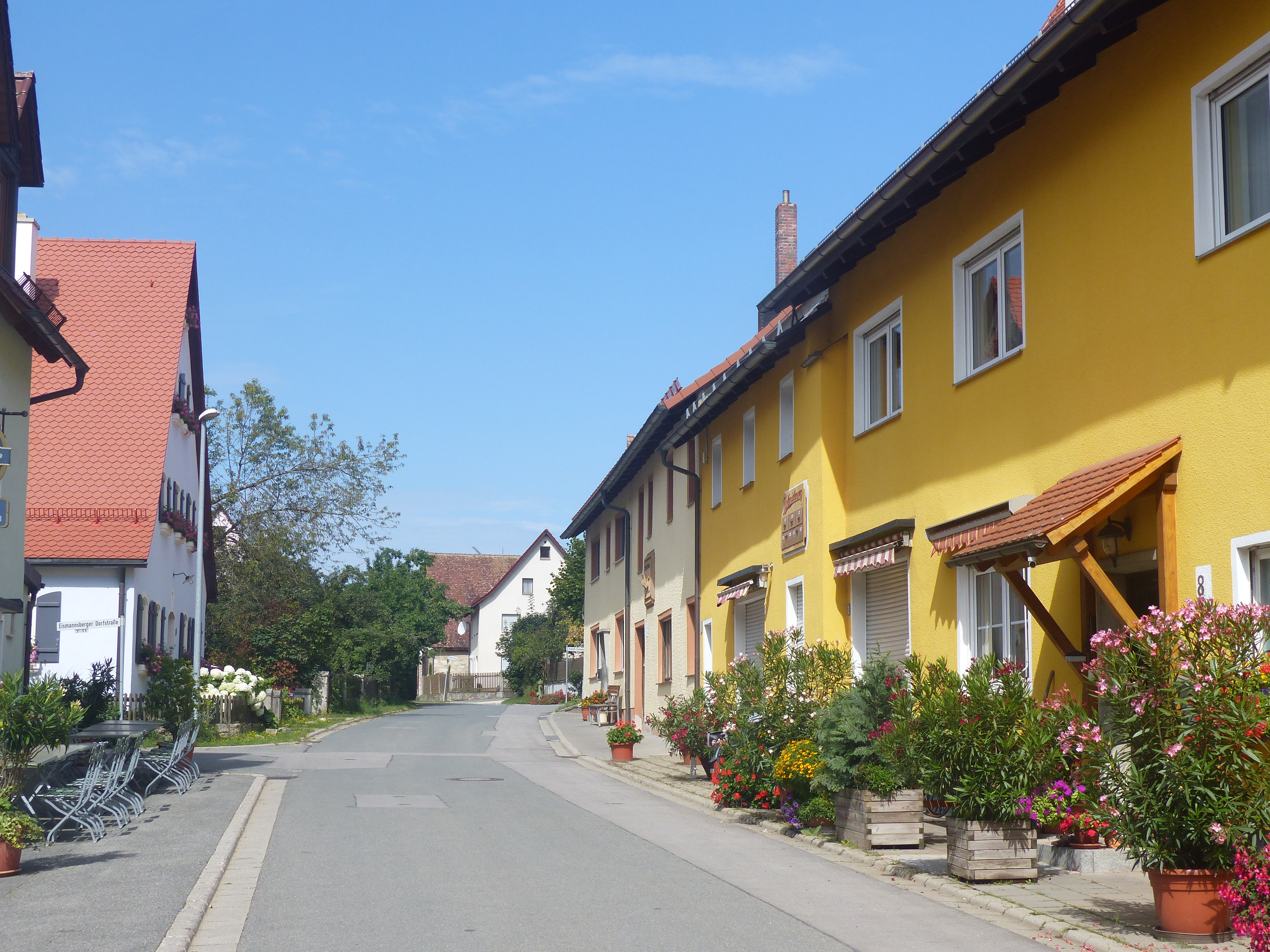
Ortsansicht von Eismannsberg (Blick in die Eismannsberger Dorfstraße)

Die Straßen des Ortes heißen:
- Am Schulanger
- Bäckerweg
- Eismannsberger Dorfstraße
- Eismannsberger Hauptstraße
- Eismannsberger Kirchgasse
- Hainesgasse
- Hedwig-von-Eyb-Straße
- Heuweg
- Im Winkel
- Kellergasse
- Mauertsmühlweg
- Meisterweg
- Mühlleitenweg
- Sollachweg
- Steinweg
- von-Oelhafen-Straße
- Zur Langen Hecke

## Geschichte

### Mittelalter
Eismannsberg wurde um 1100 als Lehen an einen Mann namens Eisenhart veräußert. Der Gemeindeteil kann auf ein über 900-jähriges Bestehen zurückblicken. Im Bereich Hedwig-von-Eyb-Straße 13 bis 15 befindet sich der überbaute Burgstall der Burg Eismannsberg, die erstmals 1339 als Sitz der Ratz von Eismannsberg aufscheint. In der zweiten Hälfte des 13. Jahrhunderts trat das Geschlecht mit den Rittern Wolfram und Friedrich Ratz im Gefolge des Edelfreien Konrad von Lupburg auf, damals Eigner und Erbauer der Burg Wolfstein auf, die vermutlich von den Landgrafen von Leuchtenberg erheiratetem Herrschaftskomplex bei Neumarkt errichtet worden war. Vor dem Sommer 1504 war der Sitz noch erhalten und im Besitz eines Ratz zu Reichenschwand; vermutlich ist er im Landshuter Erbfolgekrieg 1504/05 von Nürnberger Truppen ruiniert worden. Auf einer Ansicht von Christoph Vogel aus der Zeit kurz nach 1600 ist noch deutlich die Burgruine unmittelbar neben der Kirche zu erkennen.

### Neuzeit

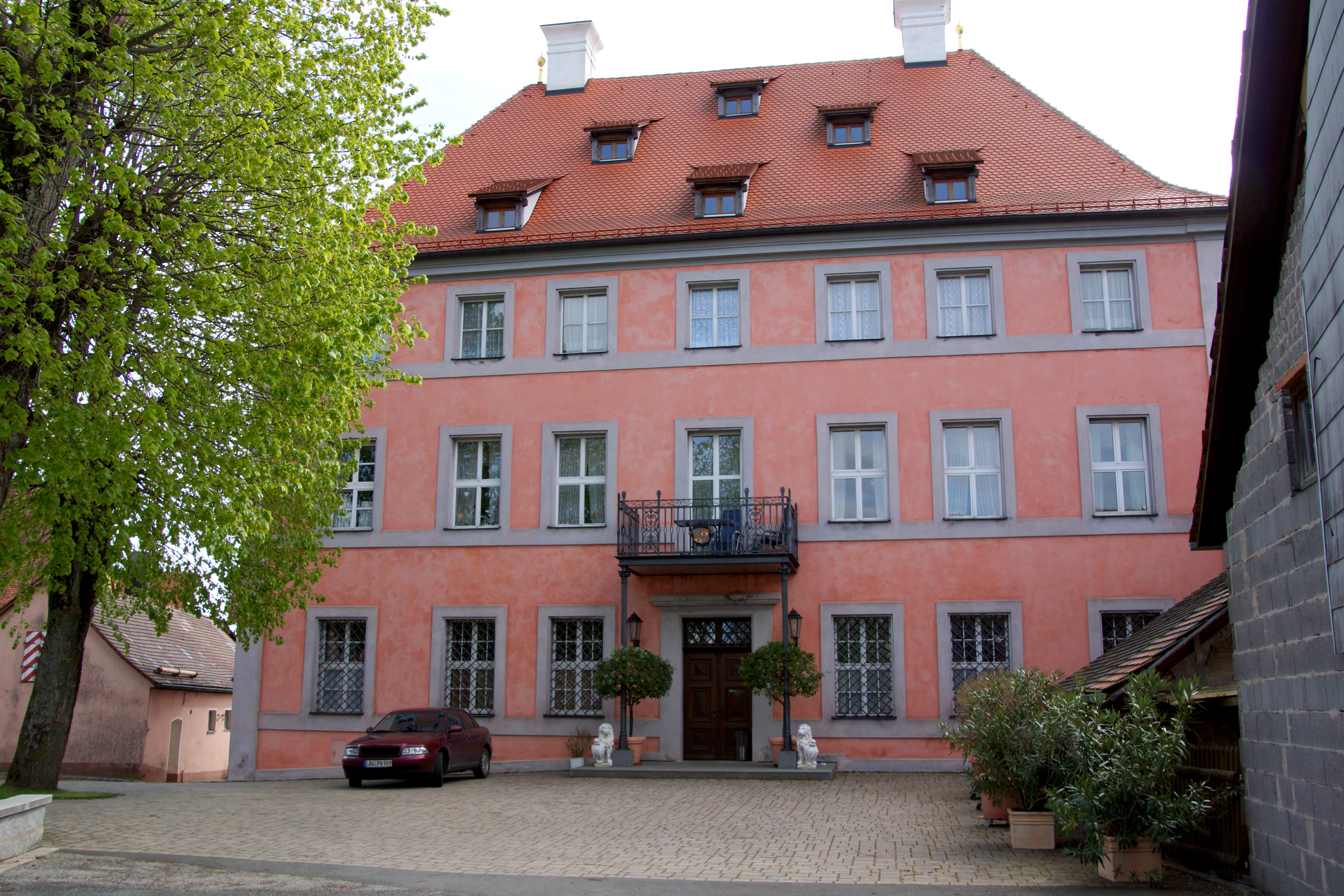
Schloss Eismannsberg

Im Ort gab es noch drei weitere Herrenhäuser, von denen nur noch eines besteht. Dieses wurde 1726 für Christoph Elias Oelhafen von Schöllenbach erbaut und blieb bis zum Verkauf 1859 im Familienbesitz der Nürnberger Patrizierfamilie Oelhafen. Seit 1901 befindet es sich im Besitz der Familie Wild.
Mit dem Gemeindeedikt (1808) wurde Eismannsberg eine Ruralgemeinde. Sie wurde 1880 vom Bezirksamt Velburg zum Bezirksamt Neumarkt in der Oberpfalz umgegliedert und 1900 ins Bezirksamt Nürnberg umgegliedert. Der Ort Wappeltshofen gehörte ursprünglich zur Gemeinde Häuselstein und wurde zwischen 1900 und 1928 nach Eismannsberg umgegliedert. Am 1. Januar 1972 wurde die Gemeinde Eismannsberg im Rahmen der bayerischen Gebietsreform nach Altdorf eingemeindet.

### Einwohnerentwicklung
| Jahr                            | 1840 | 1871 | 1900 | 1910 | 1925 | 1933 | 1939 | 1950 | 1961 | 1970 | 1987 | 2013 | 2016 |
| Einwohnerzahl Gemeinde          | 337  | 421  | 390  | 350  | 448  | 411  | 400  | 446  | 372  | 352  |      |      |      |
| Einwohnerzahl Ort Eismannsberg  |      | 421  | 390  |      | 376  |      |      | 385  | 330  | 272  | 302  | 318  | 366  |
| Einwohnerzahl Ort Wappeltshofen |      |      |      |      | 72   |      |      | 61   | 42   | 80   | 67   |      | 57   |

### Wappen
|                                                                                            | Blasonierung: „Der Hintergrund des Wappens ist rot, darauf sind drei weiße Rauten diagonal angeordnet.“ |
| Das Wappenbild ist dem Familienwappen der von Ratz nachempfunden, den früheren Dorfherren. | |

## Baudenkmäler
- Kirchen: St. Andreas und Bartholomäus (Eismannsberg)

## Persönlichkeiten
- Johann Ludwig Lindhammer (1689–1771), Generalsuperintendent in Ostfriesland